# Aeroportul Denizli Çardak
Aeroportul Denizli Çardak (IATA: DNZ, ICAO: LTAY) este un aeroport din Çardak⁠(d), Provincia Denizli, Turcia ce deservește zona Çardak⁠(d). Aeroportul a fost tranzitat în 2022 de 389.459 de pasageri. A fost deschis în 1991 și numit după zona deservită.
Situat la o altitudine de 852 m, aeroportul dispune de o singură pistă. Este operat de General Directorate of State Airports (Turkey)⁠(d).